# COSAFA Cup 2008
COSAFA Cup 2008 – rozpoczął się 19 lipca 2008 roku. W turnieju brało udział 14 reprezentacji:
- Angola
- Botswana
- Komory
- Lesotho
- Madagaskar
- Malawi
- Mauritius
- Mozambik
- Namibia
- Południowa Afryka
- Seszele
- Suazi
- Zambia
- Zimbabwe

W turnieju COSAFA Cup 2008 po remisie w regulaminowym czasie gry od razu następował konkurs rzutów karnych (nie było dogrywek).

## Kwalifikacje

### Grupa A
| Reprezentacja | Pkt | M | W | R | P | Br+ | Br- | +/- |
| ------------- | --- | - | - | - | - | --- | --- | --- |
| Madagaskar    | 5   | 3 | 1 | 2 | 0 | 4   | 3   | +1  |
| Suazi         | 5   | 3 | 1 | 2 | 0 | 3   | 2   | +1  |
| Seszele       | 4   | 3 | 1 | 1 | 1 | 8   | 2   | +6  |
| Mauritius     | 1   | 3 | 0 | 1 | 2 | 2   | 10  | -8  |

### Grupa B
| Reprezentacja | Pkt | M | W | R | P | Br+ | Br- | +/- |
| ------------- | --- | - | - | - | - | --- | --- | --- |
| Namibia       | 7   | 3 | 2 | 1 | 0 | 5   | 1   | +4  |
| Malawi        | 6   | 3 | 2 | 0 | 1 | 2   | 1   | +1  |
| Lesotho       | 4   | 3 | 1 | 1 | 1 | 2   | 2   | 0   |
| Komory        | 0   | 3 | 0 | 0 | 3 | 0   | 5   | -5  |

## Turniej główny

### Ćwierćfinały
| 26 lipca 2008 | Angola | 0:1 | Madagaskar · 19' Praxis Rabemananjara | Atlantic Stadium, Witbank |
|               |        |     |                                       |                           |

| 26 lipca 2008 | Południowa Afryka · Rooi Mohamutsa 6' | 1:0 | Namibia | Atlantic Stadium, Witbank |
|               |                                       |     |         |                           |

| 27 lipca 2008 | Botswana | 0:20:1 | Mozambik · 18' Momed Antonio Hagy · 90' Gerson Txuma | Lilian Ngoyi Stadium, Secunda |
|               |          |        |                                                      |                               |

| 27 lipca 2008               | Zambia | 0:0 k. 5:40:0                 | Zimbabwe | Lilian Ngoyi Stadium, Secunda |
|                             |        |                               |          |                               |
|                             |        | Rzuty karne                   |          |                               |
| Gol · Gol · Gol · Gol · Gol |        | Gol · Gol · Gol · Gol · Pudło |          |                               |

### Półfinały
| 30 lipca 2008 | Madagaskar · Praxis Rabemananjara 23' | 1:21:1 | Mozambik · 18' Tico-Tico · 65' Momed Antonio Hagy | Thulamahashe Stadium, Bushbuckridge |
|               |                                       |        |                                                   |                                     |

| 30 lipca 2008 | Południowa Afryka · Lefa Tsutsulupa 14' | 1:0 | Zambia | Thulamahashe Stadium, Bushbuckridge |
|               |                                         |     |        |                                     |

### Mecz o 3. miejsce
| 3 sierpnia 2008 | Madagaskar | 0:20:0 | Zambia · 56' Emmanuel Mayuka · 70' Francis Kombe | Thulamahashe Stadium, Bushbuckridge |
|                 |            |        |                                                  |                                     |

### Finał
| 3 sierpnia 2008 | Południowa Afryka · Marchelino Fransch 18', 60' | 2:11:0 | Mozambik · 90+3' Gerson Fernandes Alberto Txuma | Thulamahashe Stadium, Bushbuckridge |
|                 |                                                 |        |                                                 |                                     |

## Strzelcy
| Zawodnik       | Bramki |
| -------------- | ------ |
| Phillip Zialor | 4      |
| 1 zawodnik     | 3      |
| 5 zawodników   | 2      |
| 20 zawodników  | 1      |